# Vincent Calvez
Vincent Calvez (* 1981 in Saint-Malo) ist ein französischer Mathematiker, der sich mit mathematischer Modellierung in der Biologie befasst.
Calvez studierte Mathematik und Biologie an der École normale supérieure in Paris und an der Universität Paris VI mit dem Diplom 2004 und der Agrégation in Mathematik 2005 und der Promotion bei Benoît Perthame 2007 (Mathematical models and analysis for collective motions in cells). 2015 habilitierte er sich an der École normale supérieure de Lyon (Quantitative analysis of structured population models in biology:  Chemotaxis, Invasion fronts, Polymerisation, Cell polarization).
Er forscht seit 2008 an der UMPA des CNRS der École normale supérieure de Lyon und ist dort Mitglied des Projekts NUMED unter Leitung von Emmanuel Grenier. Seit 2014 ist er auch an der École normale supérieure in Paris.
Calvez untersuchte unter anderem Bewegung von Zellen, Chemotaxis von Bakterien und damit verbundene Wellenphänomene, Modellierung von Arteriosklerose und Dynamik von Prionen, Polarisation von Zellen bei der Teilung, Tumorwachstum, Populationsdynamik.
Er war Gastwissenschaftler in Oxford und am CRM in Barcelona.
2016 erhielt er den EMS-Preis und 2014 die Bronzemedaille des CNRS. 2015 erhielt er einen ERC Starting Grant für das Projekt Mesoscopic models of propagation in biology.